# Ken Leemans
Ken Leemans (Vilvoorde, 5 gennaio 1983) è un ex calciatore belga, di ruolo centrocampista.

## Palmarès

### Club

#### Competizioni nazionali
- Eerste Divisie: 1

VVV-Venlo: 2008-2009